# Cephalopentandra ecirrhosa
Cephalopentandra — рід квіткових рослин родини гарбузових.
Його рідним ареалом є Північно-Східна Тропічна Африка.
Види:
- Cephalopentandra ecirrhosa (Cogn.) C.Jeffrey